# Dimelaphis obtusifalcata
Dimelaphis obtusifalcata är en insektsart som beskrevs av Zhang, G.-x. 1998. Dimelaphis obtusifalcata ingår i släktet Dimelaphis och familjen långrörsbladlöss. Inga underarter finns listade i Catalogue of Life.